# 陆令萱
陸令萱（504年—577年），別號陸媼，北齊女官。為西魏、東魏將領駱超妻，因駱超謀反連坐，沒入掖庭為奴。後任北齊後主高緯乳母，故得勢，官至女侍中。

## 人物生平
陸令萱的出身史書並沒有明確的記載，但一般認為，她屬於八大鮮卑高門的步六孤氏（陸氏），並且是在原西魏將領駱超投降東魏後才嫁給他的。後來駱超謀反被誅，陸令萱也因連坐被迫入宮為奴，後來被分配為長廣王高湛的兒子高緯的乳母，因此深得高緯的信任，高緯甚至稱她為“姊姊”（北齊時稱母親為姐姐），由此即可看出高緯對陸令萱的依賴與感情，高緯的母親胡氏也很賞識她。
公元561年，高演病死，弟弟長廣王高湛即位，是為武成帝，封胡氏為皇后，立高緯為皇太子。也因此，陸令萱的地位有所提升。她對皇太子愈發照護，百般獻媚，而高湛及胡氏看到陸令萱對太子如此上心，對她也更加恩寵，封她為郡君。郡君是只有歷代皇族宗室公主及朝廷四品以上的官員的妻子才有資格可以享受此稱號，陸令萱原為一女奴，卻能獲此殊榮，可見她在北齊、胡太后及高緯心中的地位。
565年，高湛禪位給太子高緯。自任太上皇，高緯登基后，冊封陸令萱为女侍中。
公元569年，太上皇高湛病死，後主高緯臨政。陸令萱逐漸成為後宮事務總管，這使她和胡太后逐漸產生矛盾，開始暗中進行權力的爭奪及角逐。
太上皇高湛出於政治因素，在高緯即位時，為他選擇了太尉斛律光的女兒為妻子，並立為皇后。然而當高緯逐漸長大後，他卻愛上了皇后的侍婢穆黃花，陸令萱為了拉攏與穆黃花的關係，便認她為義女，又設計讓穆黃花的兒子高恆給斛律皇后做養子，使高恆成為太子，這讓穆黃花與陸令萱的關係又親近了不少。
而後胡太后因生活放蕩不羈，地位在後主高緯眼裡一落千丈，陸令萱就此填補了這個空缺。陸令萱為得到更大的權力，指使自己的兒子穆提婆（皇上賜姓穆）陷害左丞相斛律光，而後斛律皇后也被廢后，胡太后的姪女胡昭儀被立為皇后。陸令萱又使計挑撥離間胡皇后和胡太后關係，使胡皇后被遣送回家，最後，終於使穆黃花被立為第三任皇后，自己則被尊為“太姬”（北齊皇后母親的尊稱，視一品），而胡太后的勢力卻已不能與陸令萱抗衡了。
由於後主高緯長期生活在深宮中及陸令萱的身邊，因此後主對她是言聽計從，這也給了陸令萱接觸朝政的機會。除了控制皇帝，亦有許多臣子聽命於他人她驅使，較著名的有奸臣和士開、高阿那肱、祖珽等，還有她的兒子穆提婆。這些臣子們因為陸令萱的緣故，得到了極大的權力，他們把控朝政，違紀亂綱，使得北齊日漸敗壞，國力衰弱。
一些正直的大臣，如太尉趙郡王高叡、左丞相斛律光、琅邪王高儼等對此非常不滿，為國家的前途命運擔憂，反對奸臣專權。公元569年2月，太尉趙郡王高叡等人上疏後主，揭發和士開的罪行，請求後主將他調離朝廷出京外任。後主不允。而後，陸令萱和她的黨羽們陸續密謀除掉了高儼、高叡、斛律光等人，把持了朝政，權傾朝野。但陸令萱及祖珽也逐漸出現權力抗衡的問題，陸令萱利用控制後宮的優勢，戰勝了祖珽，接著使兒子穆提婆接替祖珽，母子倆因此權傾朝野。
公元576年，北周進攻北齊，齊軍敗退，國君此時卻在玩樂，戰況消極，後主在得知後趕忙將皇位傳給八歲的太子高恆，穆提婆見大勢已去，便投降北周，而陸令萱在看到兒子穆提婆投降北周後，被迫自殺。

## 家庭

### 兄弟姐妹
- 陆悉达[8][9]
- 陆氏，嫁北齐祠部尚书、温县文节伯司马子瑞

## 影視作品

### 電視劇
| 飾演陸令萱的演員 | 影視作品                                                         |
| 趙麗穎 飾 陸貞   | 2013年《陸貞傳奇》（于正工作室2013年電視劇）                     |
| 呂一 飾 陸貞     | 2018年《獨孤天下》（北京希世紀影視文化發展有限公司2017年電視劇） |